# Фауст (фільм, 1994)
Фауст (чеськ. Faust) — чеський фільм.

## Сюжет
Історію Фауста, людину, яка продала душу нечистому, представляє видатний чеський мультиплікатор Ян Шванкмаєр. Він перетворює всім відомий міф про Фауста в сюрреалістичну суміш анімації і гіперреалізму, в якій діють живі актори, глиняні ляльки і гігантські маріонетки. Герой Шванкмаєра блукає по вузьких вулицях Праги з містичною картою в руках. Лабіринти вулиць приводять його на покинуте горище, де він знаходить старовинний ляльковий театр і «Фауста» Гете посередині кімнати. Він приміряє костюм Фауста і вживається в його образ. Почавшись як безневинна забава, його подорож перетворилася на реальність, і герой опинився в лабораторії знаменитого алхіміка.